# 少組叢光魚
少組叢光魚（学名：Valenciennellus carlsbergi）为輻鰭魚綱巨口魚目褶胸魚科的其中一種。分布於中西太平洋的巴布亞紐幾內亞及南中國海海域，為深海魚類，棲息深度可達200公尺，體長可達2.1公分。